# Hilversum Trophy 1985
L'Hilversum Trophy 1985  è stato un torneo di tennis giocato sul sintetico indoor. È stata la 1ª edizione del torneo, che fa parte del Virginia Slims World Championship Series 1985. Si è giocato ad Hilversum nei Paesi Bassi, dal 4 al 10 novembre 1985.

## Campionesse

### Singolare
Katerina Maleeva ha battuto in finale  Carina Karlsson con il punteggio di 6–3, 6–2

### Doppio
Marcella Mesker /  Catherine Tanvier hanno battuto in finale  Sandra Cecchini /  Sabrina Goleš con il punteggio di 6–2, 6–2